# Matthew Hindson
Matthew Hindson (født 12. september 1968 i Wollongong, Australien) er en australsk komponist, professor, lærer og rektor.
Hindson studerede komposition på Universitetet i Sydney og på Universitetet i Melbourne hos Peter Sculthorpe, Eric Gross, Brenton Broadstock og Ross Edwards. Han har skrevet tre symfonier, orkesterværker, kammermusik, korværker, vokalmusik etc. Hindson underviser som professor i komposition på Musikkonservatoriet i Sydney, hvor han også er rektor.

## Udvalgte værker
- Symfoni nr. 1 "Moderne objekter" (2003) - for orkester
- Symfoni nr. 2 "e=mc2" (2009) - for orkester
- Symfoni nr. 3 "Tilbagevendt soldat" (2014) - for orkester
- Slagtøjskoncert (2005) - for slagtøj og orkester